# Boukary Adji
Boukary Adji (* 1939 in Tanout; † 4. Juli 2018; auch Boukari Adji) war ein nigrischer Politiker und Bankmanager. Er war von 1983 bis 1987 Finanzminister und 1996 Premierminister Nigers.

## Leben
Boukary Adji stammte aus dem Damergou in Zentral-Niger. Er besuchte von 1947 bis 1953 Grundschulen in Tanout und Zinder. Von 1953 bis 1958 absolvierte er den Cours Normal de Tahoua und ab 1959 besuchte er das Collège Classique et Moderne in Niamey, das er 1962 mit dem Baccalauréat abschloss. Adji begann 1963 mit einem Stipendium in Polen zu studieren. Von 1964 bis 1965 studierte er am Institut Africain de Développement et de Planification (IDEP) in Dakar. Er arbeitete zunächst drei Jahre lang als Staatsbediensteter im Generalkommissariat für Planung, bevor er von 1968 bis 1969 eine Ausbildung am Centre d'études financières et bancaires in Paris machte.
Adji arbeitete ab 1971 für die UEMOA-Zentralbank der Westafrikanischen Wirtschafts- und Währungsunion, an deren Ausbildungszentrum für leitende Angestellte in Abidjan er im selben Jahr ein Diplom erhielt. Er wirkte bis 1975 als höherer Funktionär des Vertretungsbüros der UEMOA-Zentralbank in Niamey und anschließend bis 1983 als deren Direktor für Niger. Zudem war er von 1978 bis 1983 als Präsident des Verwaltungsrats der mit der Errichtung der Fernstraße zwischen Tahoua und der Bergbaustadt Arlit betrauten Gesellschaft tätig. Im Jahr 1982 saß er einem Komitee zur Belebung der wirtschaftlichen Konjunktur in Niger vor.
Boukary Adji wurde am 14. November 1983 als Finanzminister in die nigrische Regierung unter Staatschef Seyni Kountché berufen. In dieser Funktion löste er Moussa Tondi ab. Während seiner Zeit in der Regierung war Adji zeitweise Präsident des Ministerrats der Westafrikanischen Wirtschafts- und Währungsunion, außerdem 1984 Präsident des Verwaltungsrats der Entwicklungsbank Nigers. Im Jahr 1986 dissertierte er an der Universität Clermont-Ferrand. Nach dem Tod von Seyni Kountché folgte ihm am 20. November 1987 als Finanzminister Mamadou Beïdari nach. Adji arbeitete anschließend als ein Direktor am Sitz der UEMOA-Zentralbank in Dakar, ab September 1993 als deren Vizegouverneur.
Nach dem Staatsstreich unter der Führung von Ibrahim Baré Maïnassara ernannte dieser Boukary Adji am 30. Januar 1996 zum Premierminister. Adji erklärte die Bewältigung der Probleme der Landbevölkerung und den Aufschwung im Wirtschafts- und Finanzsektor zu den Schwerpunkten seiner Regierung. Nach den Parlamentswahlen von 1996 wurde er als Premierminister am 21. Dezember 1996 von Amadou Boubacar Cissé abgelöst. Er kehrte im Januar 1997 auf seinen früheren Posten als Vizegouverneur der UEMOA-Zentralbank in Dakar zurück.
Boukary Adji starb 2018 und wurde auf dem muslimischen Friedhof von Yantala in Niamey bestattet.

## Schriften
- Dans les méandres d’une transition politique. Karthala, Paris 1998, ISBN 2-86537-857-8.

## Ehrungen
- Großkreuz des Nationalordens Nigers (2012)[6]